# Christof Ming
Christof Ming (* 20. Juni 1986) ist ein ehemaliger Schweizer Unihockeyspieler, welcher beim Nationalliga-A-Verein Ad Astra Sarnen unter Vertrag stand.

## Karriere
Ming spielte bis 2011 bei den Bern Capitals. Nach zwei Jahren bei den Bern Capitals einigte sich der Stürmer mit seinem Stammverein Ad Astra Sarnen. 2018 trat Ming kürzer und spielte fortan für den ESV Eschenbach.